# Trichoxys pellitus
Trichoxys pellitus là một loài bọ cánh cứng trong họ Cerambycidae.